# Адамстаун (Меріленд)
Адамстаун (англ. Adamstown) — переписна місцевість (CDP) в США, в окрузі Фредерік штату Меріленд. Населення — 2331 особа (2020).

## Географія
Адамстаун розташований за координатами 39°18′20″ пн. ш. 77°28′2″ зх. д. / 39.30556° пн. ш. 77.46722° зх. д. (39.305521, -77.467214).  За даними Бюро перепису населення США в 2010 році переписна місцевість мала площу 8,52 км², з яких 8,52 км² — суходіл та 0,00 км² — водойми.

## Демографія
Згідно з переписом 2010 року, у переписній місцевості мешкали 2372 особи в 697 домогосподарствах у складі 613 родин. Густота населення становила 278 осіб/км².  Було 722 помешкання (85/км²).
Расовий склад населення:
| - 86,3 % — білих - 6,7 % — чорних або афроамериканців - 3,6 % — азіатів - 1,2 % — осіб інших рас |

До двох чи більше рас належало 2,2 %. Частка іспаномовних становила 5,6 % від усіх жителів.
За віковим діапазоном населення розподілялося таким чином: 34,1 % — особи молодші 18 років, 60,8 % — особи у віці 18—64 років, 5,1 % — особи у віці 65 років та старші. Медіана віку мешканця становила 36,4 року. На 100 осіб жіночої статі у переписній місцевості припадало 105,2 чоловіків;  на 100 жінок у віці від 18 років та старших — 99,2 чоловіків також старших 18 років.
Середній дохід на одне домашнє господарство  становив 146 327 доларів США (медіана — 150 410), а середній дохід на одну сім'ю — 150 800 доларів (медіана — 150 711). За межею бідності перебувало 2,2 % осіб, у тому числі 0,0 % дітей у віці до 18 років та 9,9 % осіб у віці 65 років та старших.
Цивільне працевлаштоване населення становило 1307 осіб. Основні галузі зайнятості: науковці, спеціалісти, менеджери — 27,9 %, освіта, охорона здоров'я та соціальна допомога — 25,3 %, мистецтво, розваги та відпочинок — 7,0 %, виробництво — 6,5 %.